# WW Aurigae

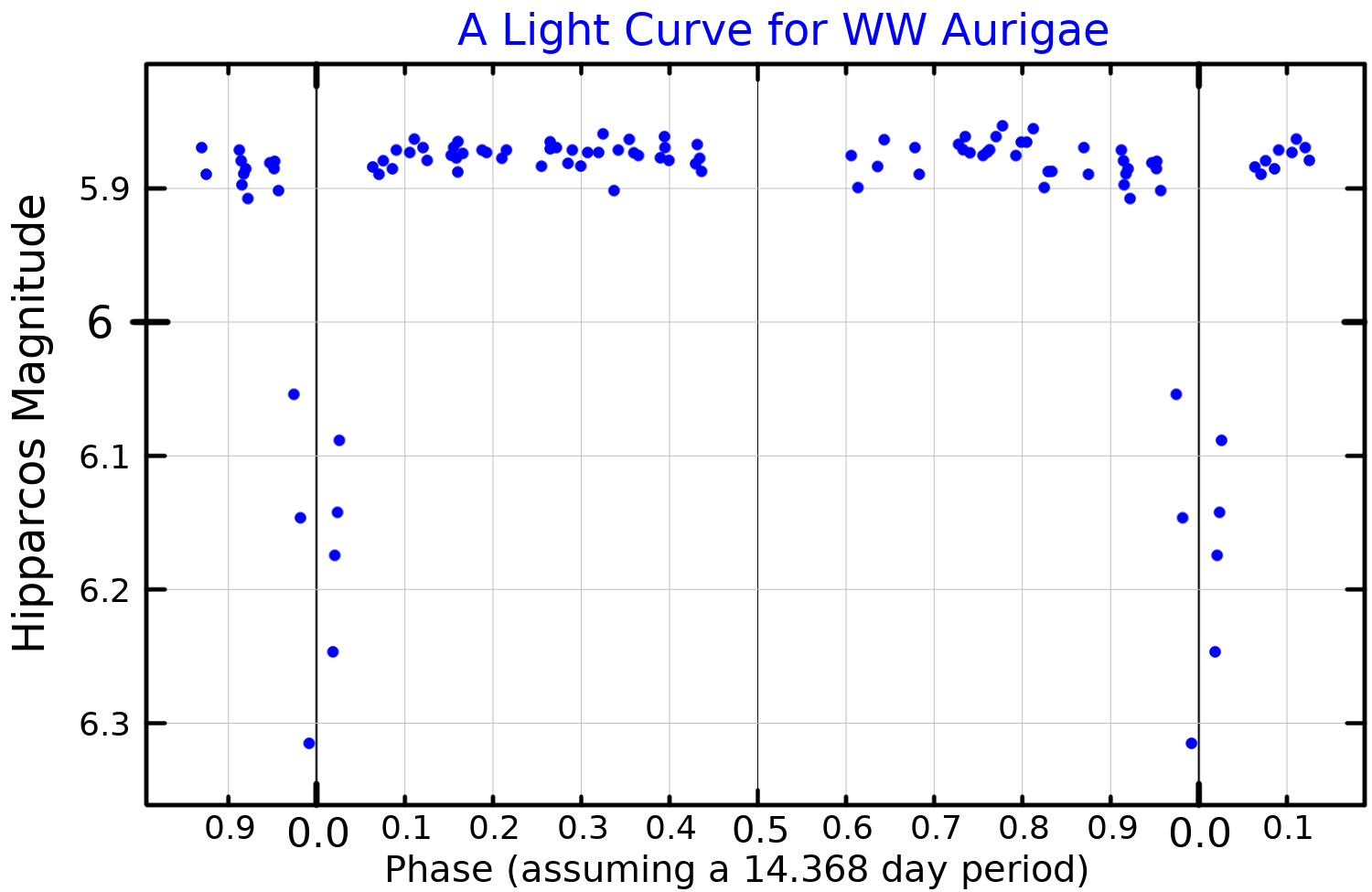
Curva de luz de WW Aurigae

WW Aurigae (WW Aur) es una estrella variable de la constelación de Auriga que se encuentra a 275 años luz del sistema solar.
WW Aurigae es una binaria eclipsante cuya naturaleza fue descubierta independientemente por Soloviev (1918) y Schwab (1918). Sus componentes son dos estrellas blancas de la secuencia principal de tipo espectral A3m, ambas estrellas con líneas metálicas. WW Aurigae A tiene una masa de 1,96 masas solares, un radio de 1,81 radios solares y una temperatura superficial de 7960 K. WW Aurigae B, ligeramente más pequeña, tiene una masa de 1,92 masas solares, un radio de 1,84 radios solares y una temperatura de 7670 K.
La velocidad de rotación proyectada de ambas componentes es de aproximadamente 36 km/s.
La componente A es 13,4 veces más luminosa que el Sol mientras que su acompañante es 10,5 veces más luminosa.
Las características físicas del sistema se ajustan a modelos teóricos de evolución estelar considerando una edad de 90 millones de años así como una elevada metalicidad.
Regularmente una de las componentes eclipsa a la otra y el brillo conjunto disminuye de magnitud aparente +5,86 a +6,54 cada 2,525 días.